# Rivarolo Canavese

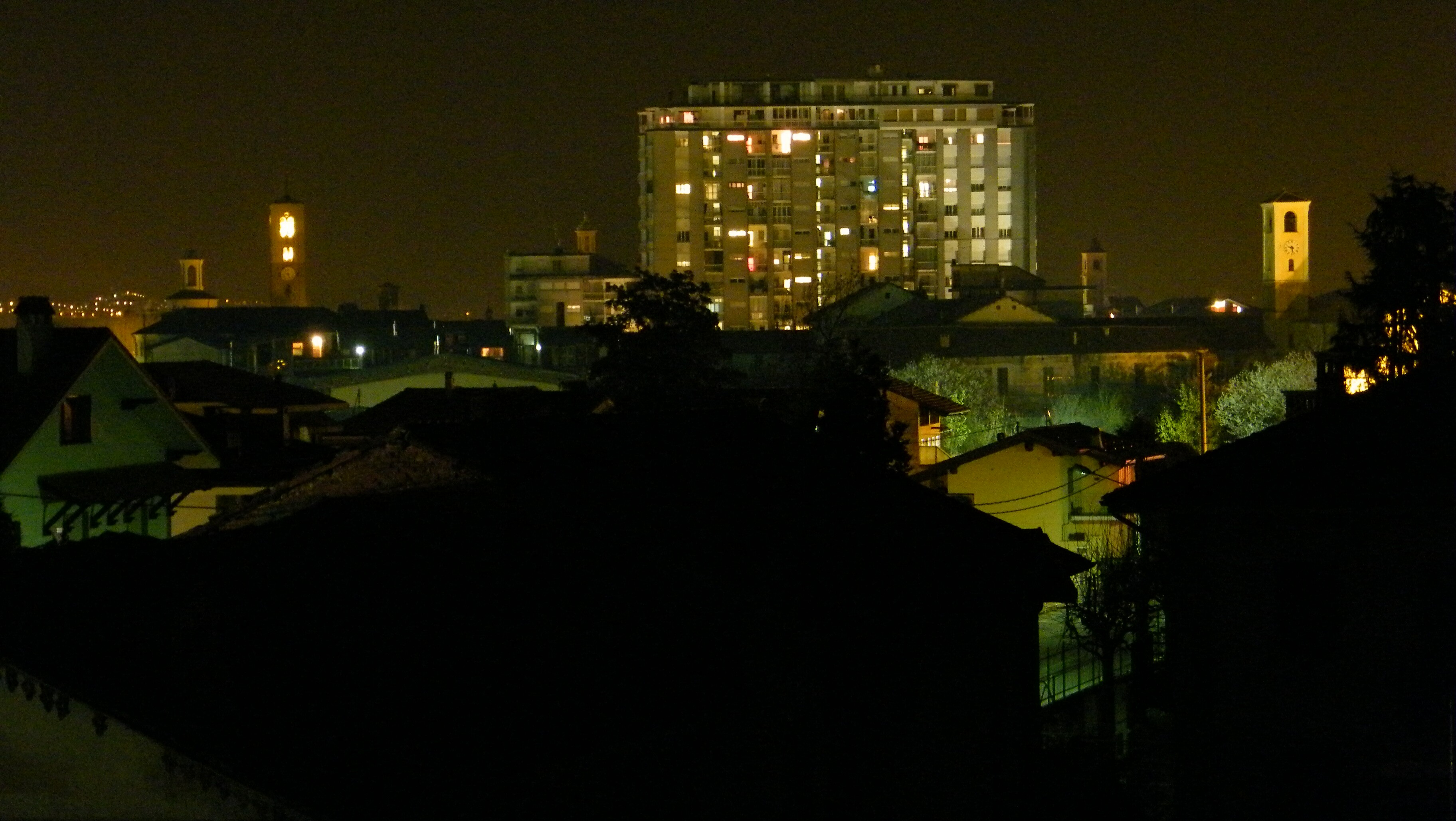
Vista notturna di Rivarolo Canavese

Rivarolo Canavese (Rivareul in piemontese) è un comune italiano di 12 310 abitanti nella città metropolitana di Torino in Piemonte, situato 34 km a nord del capoluogo.

## Geografia fisica
Rivarolo Canavese sorge nella pianura sulla destra orografica del torrente Orco. Il torrente, noto per le sue esondazioni, le ultime nel 1993 e 2000, ha le sue sorgenti alle pendici del Gran Paradiso. Il comune ha una superficie di 32 km² e un'altitudine di 304 m s.l.m. Il suo clima risente delle vicine Alpi Graie, presentando minime invernali intorno a −4 °C in gennaio e massime di 29 °C in luglio.

## Storia
I reperti più antichi risalgono all'epoca tardo imperiale e consistono unicamente nelle tracce di centuriazione delle campagne circostanti.
Nel 1014 il re Arduino donò all'Abbazia di Fruttuaria il borgo di Obiano, ora frazione del comune. Dal XIII secolo vi erano insediati i conti di San Martino nel castello Malgrà e un secolo dopo i conti Valperga.

Nel corso del Medioevo venne spesso coinvolta nelle lotte tra i signori locali, i marchesi di Monferrato, i conti di Savoia e i principi d'Acaia: nel 1362 subì l'occupazione da parte della compagnia Bianca del Falco, composta da mercenari veterani della guerra dei cent'anni scesi in Italia in seguito alla Pace di Brétigny, guidata da Alberto Sterz e nella quale già militava il suo futuro e più famoso comandante John Hawkwood.
Per anni le due famiglie rivali dei San Martino e dei Valperga combatterono tra di loro, ed esasperati dalla continua lotta, i rivarolesi chiesero aiuto alla casata dei Savoia.
Grazie all'intermediazione Sabauda, che concesse a Rivarolo degli Statuti, simboli concreti di autonomia e di prosperità ulteriormente ampliati nel 1571, la città assistette ad un periodo di pace, nel quale gli abitanti ebbero la possibilità di organizzare un primo governo di tipo comunale.
Una delle prime denominazioni della città di cui si abbia traccia è Riparolium cioè piccolo luogo sulla riva. Infatti Rivarolo è sorto sulla destra orografica del torrente Orco. Per distinguersi da città con analoga denominazione, un Regio Decreto del 21 dicembre 1862 autorizzò l'uso dell'aggettivo Canavese.
Nel 1863 il comune venne insignito del titolo di città.
Dal dopoguerra Rivarolo ha avuto un importante sviluppo nel Canavese con la presenza di molte attività commerciali e manifatturiere, e interessato da una forte immigrazione.
Il 24 settembre 1993 un'alluvione distrusse l'antico ponte sull'Orco.
Nel maggio 2012 il consiglio comunale è stato sciolto in via cautelativa per sospetta infiltrazione mafiosa, a seguito dell'inchiesta denominata "Minotauro". Il Consiglio dei Ministri ha approvato lo scioglimento dopo la relazione del ministro dell'Interno ai sensi della normativa antimafia, nonostante nessun membro dell'amministrazione sia stato coinvolto in alcun procedimento penale connesso all'inchiesta.

Il gonfalone

### Simboli
- Lo stemma cittadino è uno scudo ovale con in alto una corona a cinque torri sormontata da un gallo e alla base la scritta "Vigilantia". Lo scudo è di color argento con bande nere.
- Il gonfalone della città consiste nello stemma cittadino posto al centro di un drappo di colore azzurro. Ricorda il gonfalone del 1848, nato in occasione della concessione dello Statuto Albertino.

## Monumenti e luoghi d'interesse

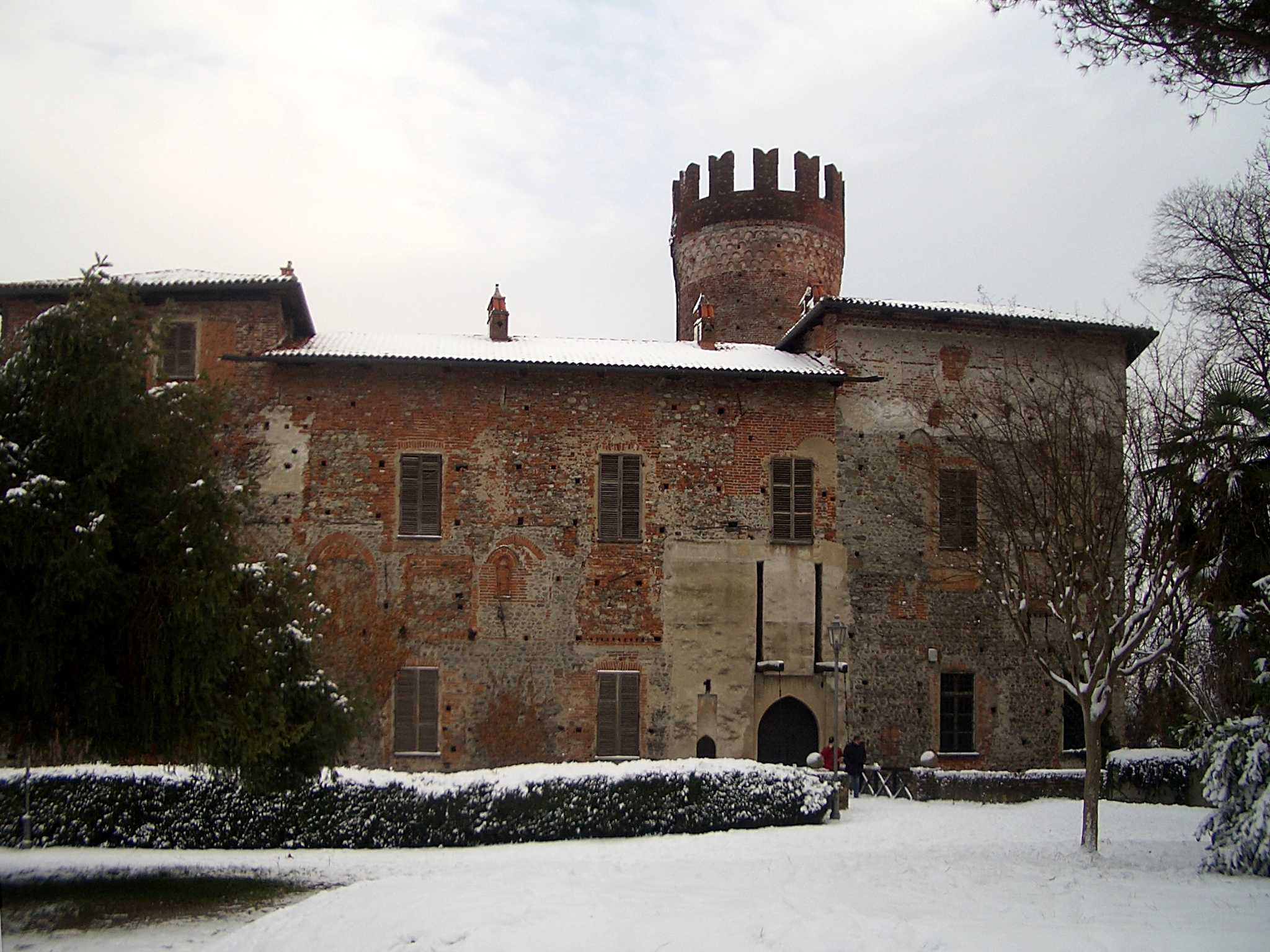
Il castello di Malgrà

### Castello di Malgrà
Di origine medioevale come molti castelli del Canavese, venne edificato tra il 1333 ed il 1336 dal conte Martino di San Martino, feudatario che governava i territori di Agliè e Rivarolo. Rimase ai conti di San Martino sino alla metà del XVII secolo e fu poi soggetto a vari cambi di proprietà. Nel 1884–85 venne ristrutturato da Alfredo d'Andrade, noto architetto appassionato di memorie medievali. Dal 1982 è di proprietà del comune di Rivarolo Canavese.

### Chiesa di San Michele Arcangelo
Chiesa a pianta ottagonale edificata nel 1759 con una cupola a otto spicchi decorata a stucco, nella quale sorge un cupolino: è considerata uno dei capolavori dell'architetto torinese Bernardo Antonio Vittone. Conserva sull'altare laterale sinistro una statua lignea tardo-gotica raccolta nel fiume Orco durante una sua inondazione.

### Chiesa e Convento di San Francesco
È la vestigia del quattrocento rivarolese più interessante. La tradizione popolare fa risalire la sua fondazione a Francesco d'Assisi. Fu consacrata il 10 febbraio del 1299 dal francescano Alberto Gonzaga, vescovo di Ivrea. Contiene un importante affresco di Giovanni Martino Spanzotti rappresentante un'Adorazione del Bambino, considerato il dipinto più importante della città. Nel ventunesimo secolo l'edificio ospita una scuola privata.

### Chiesa di San Giacomo
Edificata nel 1775 su progetto dell'architetto Costanzo Michela. Pregevole facciata barocca in muratura a vista (restauro del 1991). Interno a tre navate con abside, notevole altare maggiore. Statua in legno della Vergine opera di Clemente, dipinto Cena di Emmaus del pittore eporediese Tullio Alemanni. A lato dell'abside, il campanile di 48 m sormontato dal gallo, simbolo cittadino.

### Chiesa della Confraternita del SS. Nome di Gesù
Questa chiesa risale ai primi del Seicento, ha subito successivi ampliamenti culminati nel 1677 con la costruzione del campanile. Il suo nome si deve alla Confraternita nata in Rivarolo nel Cinquecento, che qui si riuniva. L'interno della chiesa presenta eleganti tele raffiguranti la Vergine degli Angeli, Sant'Orsola e Sant'Erasmo. Custodisce le reliquie di San Vittore in una omonima cappella adiacente all'altare.
 Importante un pregevole pulpito ligneo datato 1880.

### Chiesa della Confraternita di San Rocco e San Carlo
Nasce da un voto del 1630 da parte dei Rivarolesi, durante un terribile peste che affliggeva il contado. La chiesa venne consacrata il 26 dicembre 1754. Si presenta a navata unica con decorazioni rococò di Giovanni Domenico Molinari. Nell'altare un'urna custodisce le reliquie di santa Felicissima, martire romana, traslata nel 1754.

### Via Ivrea
Via tra le più eleganti del Canavese, grazie ai pregevoli portici (circa 500 m) sui due lati e alla pavimentazione in porfido. Anticamente era il centro vitale cittadino e veniva denominata via Maestra.
 Nel ventunesimo secolo, oltre alle chiese di S. Michele, Confraternita del SS. Nome di Gesù e S. Rocco e S. Carlo, troviamo la sede del Municipio e interessanti palazzi d'epoca quali Broglio, Toesca di Castellazzo e Palma di Cesnola.

### Piazza Litisetto
Ha un bellissimo porticato in cotto, ristrutturato recentemente. La piazza vede la luce nel 1883 quale mercato avicolo e per questo localmente viene anche denominata Piassa dël Buro. Sul lato nord ha sede l'ufficio turistico della città con annesse sale per mostre e attività culturali temporanee.

## Società

### Evoluzione demografica
Negli ultimi sessant'anni, a partire dal 1961, la popolazione residente è aumentata del 50 %.
Abitanti censiti

### Sanità
Rivarolo è un comune che fa parte dell'ASL TO4, nata dall'unione delle ASL di Ivrea-Cuorgnè, Chivasso e Cirié-Lanzo Torinese. Nella città è presente un ex ospedale oggi utilizzato come centro igiene.
Il pronto soccorso più vicino è quello di Cuorgnè, distante 9 chilometri dal centro; Rivarolo dispone di una sede di Croce Rossa Italiana con ambulanze che effettuano servizio come emergenza sanitaria e di trasporto malati. Sono classificate base. L'ambulanza medicalizzata tango che copre Rivarolo è quella di Cuorgnè.

### Sicurezza
A Rivarolo c'è una caserma di Carabinieri, che si trova nei pressi del centro. La stazione di Guardia di Finanza più vicina, invece, è quella di Ivrea; quella di Polizia di Stato a Ivrea mentre quella di polizia stradale è a Volpiano.
Il distaccamento dei Vigili del Fuoco Volontari di Rivarolo è quello che effettua più interventi da vigili del fuoco volontari nel Canavese, seguito da Cuorgnè e Castellamonte.

## Cultura

### Eventi
- Fiera del Canavese
- Sagra del tomino in frazione Mastri

## Geografia antropica

### Frazioni
Oltre al nucleo centrale del comune sono presenti alcune zone abitative nella campagna antistante il nucleo cittadino, tra cui Vesignano, Argentera, Praglie, Paglie, Mastri, Sant'Anna, Obiano, Bonaudi, Cardine e Pasquaro.

## Infrastrutture e trasporti
La stazione di Rivarolo Canavese è servita dai treni regionali in servizio sulla tratta Linea 1 del Servizio ferroviario metropolitano di Torino operata da Trenitalia nell'ambito del contratto di servizio stipulato con la Regione Piemonte. Fra il 1887 e il 1986 tale impianto costituì stazione di proseguimento della ferrovia Rivarolo-Castellamonte. Da qui parte la diramazione per Pont Canavese attualmente in fase di elettrificazione.
Fra il 1883 e il 1906 era altresì presente la tranvia Rivarolo-Cuorgnè, alla cui chiusura un tratto della stessa rimase in servizio per scalo merci con la locale manifattura.

## Economia
Rivarolo è stato un polo sviluppato e importante nell'economia del Canavese con varie attività artigianali e industriali (tessile, conciaria e metalmeccanica) e commerciali. Il mercato settimanale del sabato è da anni un punto di riferimento per il territorio
.
Attualmente, dopo la chiusura di molte aziende, l'economia vive prevalentemente sul terziario, mentre le aree ex industriali sono in uno stato di abbandono e degrado, da anni oggetto di discussione da varie amministrazioni per un loro recupero o riconversione.

## Amministrazione
Di seguito è presentata una tabella relativa alle amministrazioni che si sono succedute in questo comune.
| Periodo           | Periodo           | Primo cittadino      | Partito                            | Carica              | Note         |
| ----------------- | ----------------- | -------------------- | ---------------------------------- | ------------------- | ------------ |
| 7 agosto 1985     | 25 giugno 1990    | Domenico Rostagno    | Democrazia Cristiana               | Sindaco             | [ 9 ]        |
| 25 giugno 1990    | 15 dicembre 1992  | Domenico Rostagno    | Democrazia Cristiana               | Sindaco             | [ 9 ]        |
| 18 gennaio 1993   | 18 aprile 1994    | Riccardo Poletto     | Democrazia Cristiana               | Sindaco             | [ 9 ]        |
| 18 aprile 1994    | 21 novembre 1994  | Bruno D'Alfonso      |                                    | Comm. straordinario | [ 9 ]        |
| 21 novembre 1994  | 30 novembre 1998  | Edoardo Gaetano      | Partito Democratico della Sinistra | Sindaco             | [ 9 ]        |
| 30 novembre 1998  | 27 maggio 2003    | Edoardo Gaetano      | Centro-sinistra                    | Sindaco             | [ 9 ]        |
| 27 maggio 2003    | 20 dicembre 2003  | Carlo Bollero        | Centro                             | Sindaco             | [ 9 ]        |
| 20 dicembre 2003  | 11 settembre 2004 | Antonio Bellomo      |                                    | Comm. pref.         | [ 9 ]        |
| 11 settembre 2004 | 15 aprile 2008    | Fabrizio Bertot      | Alleanza Nazionale                 | Sindaco             | [ 9 ]        |
| 15 aprile 2008    | 23 maggio 2012    | Fabrizio Bertot      | Centro-destra                      | Sindaco             | [ 9 ] [ 11 ] |
| 23 maggio 2012    | 27 maggio 2014    | Massimo Marchesiello |                                    | Comm. straordinario | [ 9 ]        |
| 23 maggio 2012    | 13 marzo 2013     | Angela Pagano        |                                    | Comm. straordinario | [ 9 ]        |
| 23 maggio 2012    | 27 maggio 2014    | Gaetano Losa         |                                    | Comm. straordinario | [ 9 ]        |
| 13 marzo 2013     | 27 maggio 2014    | Nazzarena Di Marco   |                                    | Comm. straordinario | [ 9 ]        |
| 27 maggio 2014    | 26 maggio 2018    | Alberto Rostagno     | Centro-sinistra                    | Sindaco             | [ 9 ]        |
| 26 maggio 2019    | 9 giugno 2024     | Alberto Rostagno     | Centro-sinistra                    | Sindaco             | [ 9 ]        |
| 9 giugno 2024     | in carica         | Martino Zucco Chinà  | Centro-destra                      | Sindaco             | [ 9 ]        |

### Gemellaggi
- Sunchales, dal 1997[12]
- Ginestra degli Schiavoni, dal 2019[13]

## Sport
A Rivarolo Canavese è presente la locale società calcistica U.S.D. Rivarolese 1906 che ha militato per diversi anni nel campionato di serie D e C. Gioca le sue partite allo stadio comunale polisportivo che ha una capienza di 1800 posti a sedere.
La squadra di calcio femminile U.S.D. Rivarolese Calcio Femminile milita nel campionato di Serie D.
Per quanto riguarda il basket è presente la società USAC Rivarolo Basket la cui prima squadra ha militato durante la sua storia in Serie C.